# Михасенко, Тимофей Филиппович
Тимофей Филиппович Михасенко (3 февраля 1921 год, деревня Германы, Оршанский уезд, Витебская губерния — 10 сентября 2004 год, Минск, Белоруссия) — рационализатор, начальник участка завода № 407 гражданской авиации Министерства гражданской авиации СССР, г. Минск, Белорусская ССР. Герой Социалистического Труда (1973).

## Биография
Родился в 1921 году в крестьянской семье в деревне Германы (с 1945 года — Днепровка Витебской области). Получил неполное среднее образование, потом обучался в ремесленном училище. С 1937 года работал электриком, машинистом торфоуборочных машин на торфоразработках в предприятии «Осинторф». С 1940 года проходил срочную службу в Красной Армии. После окончания авиационно-технической школы служил инструктором в Закавказье. Во время перегона самолётов в Сибирь на одном из сибирских аэропортов получил тяжёлые ожоги, после чего находился восемь месяцев в госпитале. В 1945 году демобилизовался и возвратился в Минск, где устроился на работу на линейные ремонтно-эксплуатационные мастерские Главного управления гражданского воздушного флота (ЛРЭМ, с марта 1953 года — авиационно-техническая база № 407 (АТБ № 407), с марта 1962 года — завод гражданской авиации № 407, позднее — Минский авиаремонтный завод № 407, с 1993 года — ОАО «Минский завод гражданской авиации № 407»). Работал разнорабочим, маляром.
С 1954 года — начальник участка малярно-отделочных работ. В 1963 году награждён Орденом Трудового Знамени за трудовые достижения при ремонте самолётов Ил-14. Внёс рационализаторское предложение в процесс покраски самолёта Ту-124. Если ранее малярные и остальные работы исполнялись рабочими разных участков предприятия, то по предложению Тимофея Михасенко была создана единая рабочая группа, в результате чего стоимость покраски уменьшилась в два раза. Предложенный метод был использован на других участках предприятия. Также разработал и внедрил в производство оригинальную установку для покраски самолётов методом безвоздушного распыления. В 1964 году по предложению Тимофея Михасенко на производстве была внедрена система бездефектной сдачи продукции.
Указом Президиума Верховного Совета СССР N 3929-VIII «О присвоении звания Героя Социалистического Труда работникам гражданской авиации» от 9 февраля 1973 года за выдающиеся достижения в выполнении плановых заданий по авиаперевозкам, применению авиации в народном хозяйстве страны и освоению новой авиационной техники удостоен звания Героя Социалистического Труда с вручением ордена Ленина и золотой медали «Серп и Молот».
В 1981 году вышел на пенсию. Проживал в Минске, где скончался в 2004 году.
Сочинения
Крылья крепнут на земле, [Текст]. — Минск : Белоруссия, 1976. — 29 с.; 20 см, 1976

## Награды
- Орден Ленина
- Орден Трудового Красного Знамени (16.04.1963)